# 上皮成長因子受容体
上皮成長因子受容体（じょうひせいちょういんしじゅようたい、Epidermal Growth Factor Receptor; EGFR）は、細胞の増殖や成長を制御する上皮成長因子 (EGF) を認識し、シグナル伝達を行う受容体である。チロシンキナーゼ型受容体で、細胞膜を貫通して存在する分子量170 kDa（キロダルトン）の糖タンパクである。HER1、ErbB1とも呼ばれる。
EGFRの発現は上皮系、間葉系、神経系起源の多様な細胞でみられる。細胞膜上にあるこの受容体に上皮成長因子 (EGF) が結合すると、受容体は活性化し、細胞を分化、増殖させる。正常組織において細胞の分化、発達、増殖、維持の調節に重要な役割を演じているが、このEGFRに遺伝子増幅や遺伝子変異、構造変化が起きると、発癌、および癌の増殖、浸潤、転移などに関与するようになる。

細胞表面のEGFRにEGFなどのリガンドが結合すると、EGFRはリン酸化（赤）され、引き続きMAPK経路（緑）、JAK-STAT経路（ピンク）、PI3K-AKT経路（黄）などの細胞内経路が活性化して核内にシグナルを伝達する。その結果、細胞増殖、アポトーシス抑制、血管新生、浸潤・転移などがおこる。

## 発見の歴史
1975年線維芽細胞表面上にEGF特異的受容体の存在が報告され、その後1978年にA431ヒト癌細胞株において170 kDaのタンパクとして同定された。1984年、トリ赤芽球症ウイルス avian erythroblastic leukemia virus のもつがん遺伝子 v-erbB の配列とEGFRの配列が非常に似通っていることが報告され、がん遺伝子 erbB の遺伝子産物とEGFRが同一のものであることが判明した。その後、v-erbB に相当するヒト遺伝子にはEGFR遺伝子だけでなくHER2遺伝子もあることが判明し、EGFR遺伝子は erbB1、HER2遺伝子は erbB2 と呼ばれるようになった。

## 構造
EGFRはチロシンキナーゼ型受容体の中でも、構造上の類似性から、ErbBファミリーとよばれる型の受容体に属する。
ErbBファミリーには、ErbB1 (= EGFR)、ErbB2 (= HER2)、ErbB3 (= HER3)、ErbB4 (= HER4) の4つが属する。これらは共通した構造をもち、3つの領域（ドメイン）、つまり、細胞外領域、細胞膜貫通領域、細胞内領域からなる。細胞外領域はリガンド結合部位をもち、ここにリガンドが結合すると、受容体が活性化する。
EGFRは621アミノ酸の細胞外領域、23アミノ酸の膜貫通領域、542アミノ酸の細胞内領域を持ち、リガンドとして上皮成長因子 (EGF) のほか、TGF-α、アンフィレギュリン (amphiregulin)、ヘパリン結合EGF様増殖因子 (Heparin-binding EGF-like Growth Factor; HB-EGF) などと結合する。
受容体が活性化すると受容体は細胞膜上を移動し、他の受容体に結合して二量体を形成する。EGFRはEGFR同士、あるいは他のErbBファミリー受容体と二量体を形成する。二量体を形成すると、細胞内領域にあるチロシンキナーゼ部位は、アデノシン三リン酸 (ATP) を利用して、受容体細胞内領域にあるチロシン残基をリン酸化する。チロシンがリン酸化されると、細胞内のさまざまなタンパク質がつぎつぎと活性化していき（シグナル伝達）、細胞の機能や構造に変化を与える。
EGFRは、上皮細胞の角化層、重層扁平上皮細胞、線維芽細胞、血管内皮細胞の各所に存在する。皮膚表面において、EGFRが最も顕著に発現する層は基底層である。基底層より浅い層では発現量が減る（しかし、発現自体は見られる）。

## シグナル伝達
EGFRをはじめとする受容体型チロシンキナーゼは、細胞外（血液や体液中）にある成長因子による刺激を細胞内に伝え、その刺激をシグナル伝達により核にまで伝えていく。その結果、核内では転写活性が高まってタンパクが合成されたり細胞の機能や構造を変化させる。
EGFRのシグナル伝達経路として、Ras/Raf/MAPK（Mitogen-Activated Protein Kinase、マイトジェン活性化プロテインキナーゼ）経路、PI3K（Phosphoinositide-3 Kinase、ホスホイノシトール3キナーゼ）/Akt経路、Jak/STAT経路の3つが重要である。このシグナル伝達の結果、細胞は分化、増殖の方向にむかう。Ras/Raf/MAPK経路は、主に細胞増殖 prolifiration と生存 survival に関与し、PI3K/Akt経路は主に細胞成長 cell growth や抗アポトーシス、浸潤、遊走に関与する。

## 機能
EGFRは体内のさまざまな細胞の増殖、臓器の発達・形成に重要な働きを示す。EGFR遺伝子を人為的に欠損させたマウス（ノックアウトマウス）は胎生期に死亡するか、あるいは皮膚、肺、消化管といった臓器の上皮に重度の発達障害を起こす。一方、EGFRのリガンドであるEGFやアンフィレギュリン、TGF-α、HB-EGFのノックアウトマウスは、角膜や皮膚、毛髪などに軽度の発達障害を起こすのみであることから、上皮細胞の発達には、EGFなどリガンドよりも受容体の方が重要であるとされる。
また、EGFRは細菌に対する皮膚の防御機構にも関与する。ヒトの皮膚は、天然の抗生物質であるディフェンシンを産生して細菌、特にグラム陽性球菌から生体を防御しているが、皮膚の細胞のEGFRは、HB-EGFの受容体としてこのディフェンシン産生に関与している。
動物実験では、視床下部の室傍核下部領域 hypothalamic subparaventricular zone のEGFRは、視交叉上核の産生するTGF-αの受容体として、概日リズムつまり体内時計の調節や、行動の活発さの調節にも関与している。EGFRの機能が低下した夜行性マウスは、日中の行動が活発となり、光にさらされても行動が抑制されなかった。

## 遺伝子
ヒトEGFR遺伝子は7番染色体短腕 (7p12) に存在する。EGFR遺伝子は全長約200 kbで、28のエクソンと27のイントロンからなる。
エクソン1 - 16は細胞外領域をコードし、エクソン17は膜貫通領域を、エクソン18-28は細胞内領域をコードする。細胞内領域のうち、チロシンキナーゼ部位はエクソン18-24にコードされ、C末端領域はエクソン25-28にコードされる。

## 悪性腫瘍におけるEGFR

### 過剰発現
EGFRはさまざまな悪性腫瘍で過剰発現がみられる。腎癌の50-90%、非小細胞肺癌の40-80%、前立腺癌の40-80%、頭頸部癌の36-100%、卵巣癌の35-70%、胃癌の33-74%、大腸癌の25-77%、乳癌の14-91%等で過剰発現がみられる。癌のEGFR過剰発現は予後不良因子である。
また、下記に示すようなEGFRの構造異常がいくつか知られている。これらの変異は、EGFRの過剰発現を伴うことが多いが、伴わないこともある。

### 細胞外領域の変異
1988年ヒト多型性神経膠芽腫細胞から、細胞外領域が欠損した140 kDaのEGFRが発見された。細胞外領域のうち、エクソン2から7までの部分がないこの変異型は、3型EGFR (type 3 EGFR)、EGFRvIII、de2-7 EGFR、ΔEGFRなどと呼ばれる。リガンド結合部位がなく、リガンドが結合しなくても恒常的に活性化する。乳癌、小細胞癌、脳腫瘍（グリオーマ）、前立腺癌、口腔癌などで細胞増殖、悪性化にかかわっている。

### 細胞内領域の変異

#### ゲフィチニブ感受性変異

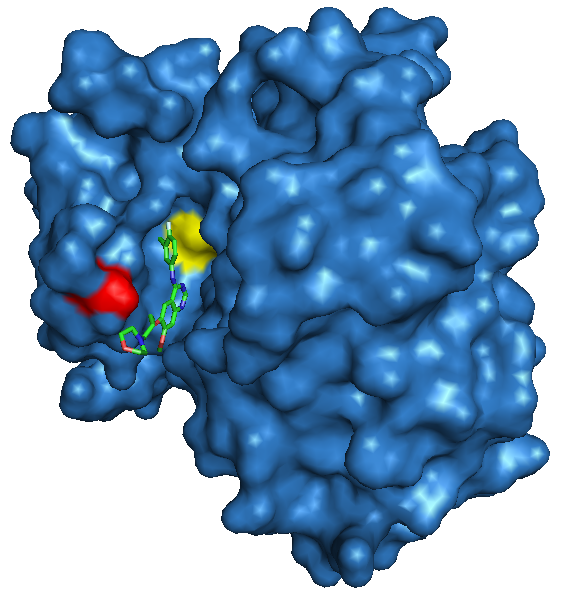
変異型EGFRのチロシンキナーゼドメインとゲフェチニブの複合体構造。G719Sの変異は赤色で、T790Mの変異は黄色で示した。棒状の分子はゲフェチニブである。

2004年、ゲフィチニブにより腫瘍縮小がみられた非小細胞肺癌から発見された。EGFRをコードする遺伝子のうち、エクソン19にコードされるDNA15塩基（アミノ酸5残基）が欠損したもの（いくつかの亜型がある）、エクソン21にコードされる858番めのアミノ酸であるロイシンがアルギニンへ置換されたもの (L858R)、エクソン20にコードされる719番めのグリシン(G)がセリン(S)、アラニン(A)あるいはシステイン(C)へ置換されたもの (G719X: X = S, AまたはC) の3つ、特に前者2つの変異が存在すると、ゲフィチニブが腫瘍縮小効果を示す。
この変異EGFRは、EGFRのATP結合部位に構造変化を起こす結果、リガンドの刺激がなくても恒常的に活性化するようになり、細胞の悪性化に関わる一方、ゲフィチニブへの親和性も高まり、ゲフィチニブにより癌細胞がアポトーシスを起こし、腫瘍縮小効果を示す。この変異EGFRは肺癌の存在する周囲の正常肺にもみられること、変異EGFRを遺伝子導入したマウスが肺癌を発生することなどから、肺癌の発生の早い段階に関与している可能性が考えられている。この型の変異EGFRは、非小細胞肺癌の10%程度に存在し、また非喫煙者、女性、腺癌、東洋人に多く存在する。肺癌以外では、大腸癌の293例中1例、食道癌の50例中1例に検出されたと報告されたが、それ以外にはみられていない。またこれらEGFRのATP結合部位の変異の内訳をみると、エクソン19の欠失変異が44%、L858Rが41%を占め、その他G719Xや稀な変異が15%程度を占める。
現在、研究目的でL858R変異およびE746-A750欠損型特異的抗体が作成され、非小細胞肺癌の迅速かつ簡便な検出の研究が進められている。

#### ゲフィチニブ耐性変異
上記のゲフィチニブ感受性変異EGFRにさらに二次的な変異が生じることで、ゲフィチニブ耐性となりうる。EGFRの790番めのアミノ酸であるトレオニンのメチオニンへの置換 (T790M)や、761番目のアスパラギン酸のチロシンへの置換 (D761Y)がゲフィチニブ耐性変異として報告されている。T790Mはゲフィチニブに耐性を獲得した非小細胞肺癌の約半数にみられ、EGFR細胞内領域にあるゲフィチニブ結合部位の変異によりゲフィチニブへの親和性が変化することで獲得耐性がおこると考えられている。ただし、この変異はゲフィチニブ感受性変異を持ちながらゲフィチニブに耐性を示すゲフィチニブ未投与非小細胞肺癌の約半数にみられるなど、ゲフィチニブ投与前の患者検体からも検出されることがあり、また病期が進むにつれて検出される頻度が高くなることから、ゲフィチニブ投与により二次的におこるものではなく、肺癌の進行に伴って少数の癌細胞が持つようになる変異であって、ゲフィチニブ使用によりこの変異を持った細胞がセレクションされるものだという意見もある。

### イントロン1のCAリピート
腫瘍細胞のEGFR遺伝子イントロン1はCAリピートが14-21回と腫瘍によって差がみられ、これが長いとEGFRの転写活性・発現が減弱する。この長さの違いが悪性腫瘍患者の予後に影響を及ぼす可能性が指摘され、非小細胞肺癌患者において短い方が有意に予後が悪かったと報告された。またCAリピートとEGFRチロシンキナーゼ阻害剤の効果との関連性も指摘されており、細胞株レベルではCAリピートが短い方がエルロチニブの抗腫瘍効果が高い。また、正常細胞のCAリピート数はEGFRチロシンキナーゼ阻害剤の副作用と相関し、エルロチニブを投与された大腸癌患者では、正常細胞のCAリピートが少ない方が副作用の皮膚障害が強かった。

## EGFRを標的にした薬剤

### EGFRチロシンキナーゼ阻害剤
ゲフィチニブ、エルロチニブ、ダコミチニブは、EGFRのチロシンキナーゼを特異的に阻害する内服抗がん剤である。腫瘍縮小効果はEGFR細胞内領域の変異と関連があり、主に非小細胞肺癌の治療に使用される。

またラパチニブは、EGFRおよびHER2のチロシンキナーゼを選択的かつ可逆的に阻害することにより、その結果としてアポトーシスを誘導し、HER2の過剰に発現した乳癌腫瘍細胞の増殖を抑制する。

### 抗EGFR抗体
セツキシマブ（Cetuximab、開発コード名C225、商品名Erbitux）はEGFRのリガンド結合部位に結合し、EGFRの活性化、二量体化を阻害するモノクローナル抗体である。変異のないEGFRにも有効であり、大腸癌等で使用される（日本では2008年7月に“EGFR陽性の治癒切除不能な進行・再発の結腸・直腸癌の治療薬”として承認された）。
マツズマブ（Matuzumab、開発コード名EMD72000）も同様の抗EGFRモノクローナル抗体であり、第II相臨床試験まで実施されたが、期待された有効性が示されなかったため、開発が中止された。